# Александър Михайлов
Александър Иванов Михайлов е български журналист, писател и поет, автор на много поп, граждански, военно-патриотични песни и маршове.

## Биография
Роден на 4 септември 1929 г. в с. Храбърско, област София.
Гимназия учи в Сливница, след което завършва учителски институт в София. Няколко години е прогимназиален учител по български език и литература в редица софийски села, включително и Храбърско. Продължава образованието си във висшия икономически институт „Карл Маркс“ и Софийския университет „Св. Климент Охридски“, специалност българска филология.
След дипломирането си работи в редакцията на илюстрования вестник „Жар“, както и в редакциите на вестниците „Народна армия“, „Народна младеж“ и „Учителско дело“. По негови стихове са създадени популярни песни като „Снегът на спомена“, „Една мечта“, „Влакът на надеждата“, „Обич не познава камъкът студен“, „Любовта продължава“ и други, участвали в заключителния етап на Международния конкурс за естрадни песни и изпълнители „Златният Орфей“ и отличени с престижни награди.

## Творчество

### Поезия

#### Детско-юношески книги
- Очаквана зора (1966)
- Шуми поточе бяло (1969)
- Жерави (1971)
- България хилядолетна (1977)
- Седем бели парашута (1979)
- Ушко – Непослушко (2016)

#### Книги за възрастни
- В строя – в съавторство (1965)
- Полюси (1970)
- Звън от копие (1970)
- Снегът на спомена (2003)
- Мелодия от Менделсон (2004)
- Копринени романси (2006)
- Неотразимата (2008)
- Усмивката на дявола (2010)
- Краят на едно начало (2011)
- Опустошени души (2012)
- Изповед в мансардата (2014)
- Руска тройка (2015)[1]

### Проза

#### Разкази
- Властелинът на Староселската долина (2012)
- Разкази от Старо село (2012)

#### Пътеписи
- Един романтик в Америка (2008)
- Калифорния далечна и близка (2013)